# Portrait d'intérieur

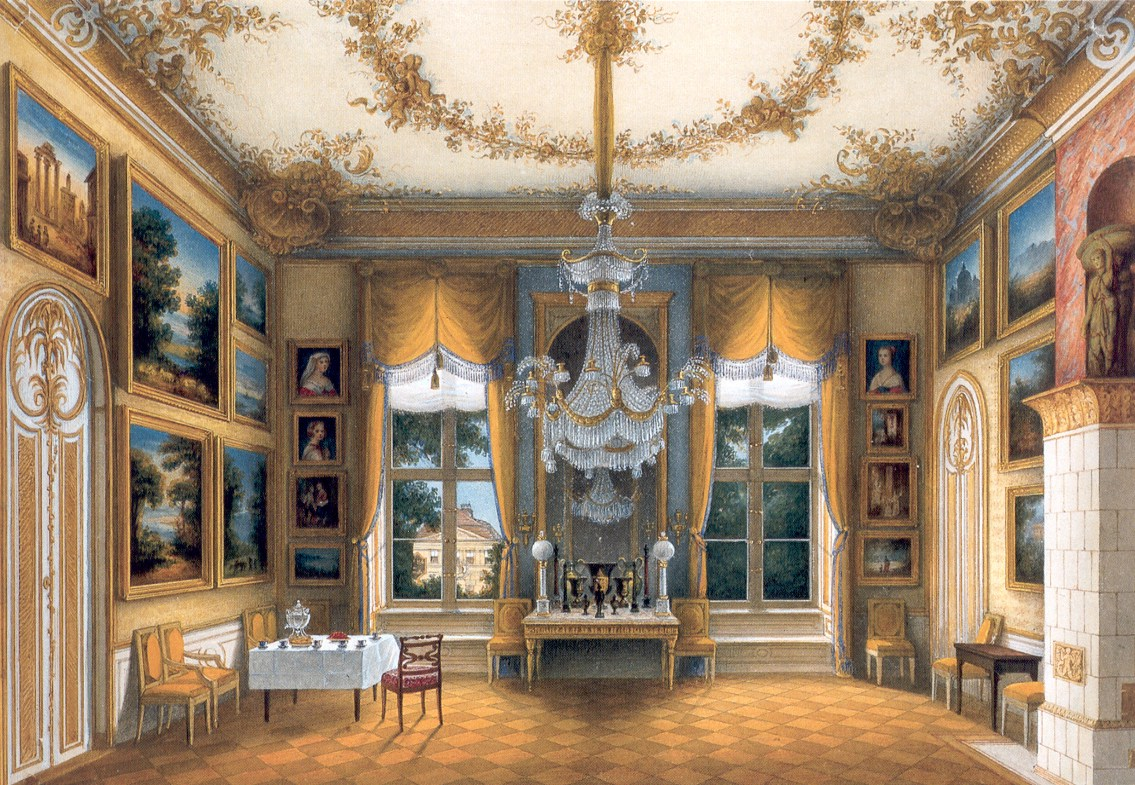
Le salon jaune de la reine Louise de Prusse au palais de Potsdam. Hans-Joachim Giersberg, ca. 1840.

Le portrait d'intérieur est un genre pictural qui apparaît en Europe à la fin du XVIIe siècle et connaît une grande vogue dans la deuxième moitié du XIXe siècle. Il consiste en la représentation minutieuse et détaillée d'une pièce d'habitation, sans aucun personnage. Cet exercice généralement exécuté à l'aquarelle demande une grande maîtrise technique.
Au XXe siècle et de nos jours, quelques artistes perpétuent cette tradition.

## Naissance d'un genre pictural
Le portrait d'intérieur ne doit pas être confondu avec ce que les Anglais nomment conversation piece, expression désignant une scène d'intérieur (ou extérieur) avec groupe. Le portrait d'intérieur ne montre en effet aucun personnage. Le seul sujet en est la pièce et son décor, sans aucune vie animée, si ce n'est suggérée. Cependant, Mario Praz, établit une continuité entre les deux genres.
Ce type de vue apparaît dès la fin du XVIIe siècle. Il s'agit alors essentiellement d'une représentation descriptive : souvent fruit d'une commande, elle montre le contenu d'un cabinet de curiosités, d'une galerie de peintures ou d'une bibliothèque d'amateur. Un des premiers exemples connus concerne la bibliothèque de Samuel Pepys à Londres en 1693. L'intention de l'époque est avant tout documentaire, c'est ce qui fait leur intérêt pour les chercheurs et décorateurs d'aujourd'hui : on voit comment, au XVIIe siècle, un érudit conserve ses livres sous bibliothèque vitrée (une innovation pour l'époque), utilise un pupitre de lecture, installe des coussins pour son confort, accroche un plan de Paris au mur, etc.

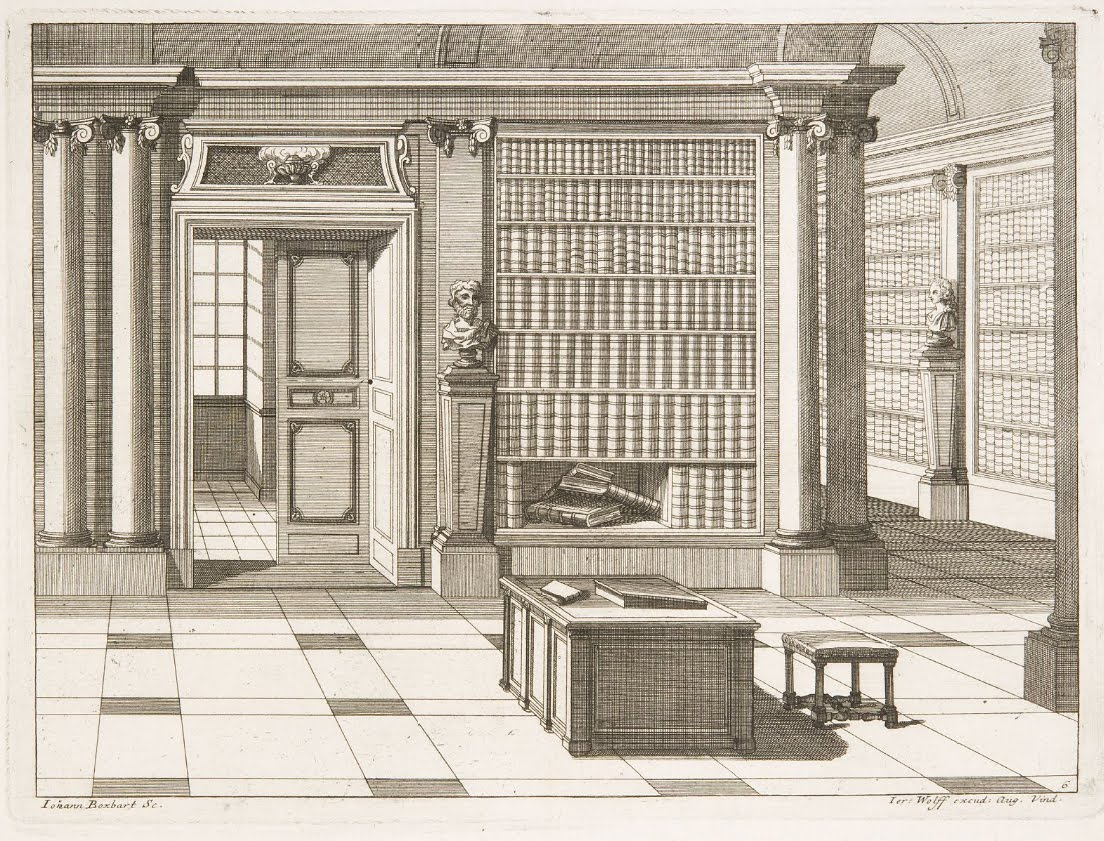
Projet de bibliothèque vers 1700. Recueil d'architecture gravé par Johann Boxbarth.

Il faut attendre le dernier quart du XVIIIe siècle pour voir apparaître un nouveau type de vue d'intérieur, dans une intention bien différente. Le genre prend d'abord naissance dans les cabinets d'architecture : à l'intention de leurs commanditaires, de grands architectes tels les frères écossais Adam ou le français François-Joseph Bélanger, font exécuter des perspectives aquarellées de leurs projets d'aménagement. L'intention de ces œuvres étant de séduire le client, leur réalisation est particulièrement raffinée et évocatrice. L'élégance de ces travaux d'aquarelle va ainsi inciter des amateurs à faire de même pour représenter leur propre intérieur. Ces amateurs appartiennent aux classes aisées et à l'aristocratie. Leur but est de conserver un souvenir du décor qui les entoure, en ville ou à la campagne, et, éventuellement, de l'offrir à leur entourage ou de le transmettre à leurs héritiers. Lorsqu'elles sont nombreuses, les vues peuvent être réunies en un album.
La technique de l'aquarelle étant particulièrement répandue en Angleterre, c'est dans ce pays que va se répandre la mode du portrait d'intérieur. Au siècle suivant, l'engouement touchera toute l'Europe.

## L'apogée duXIXesiècle

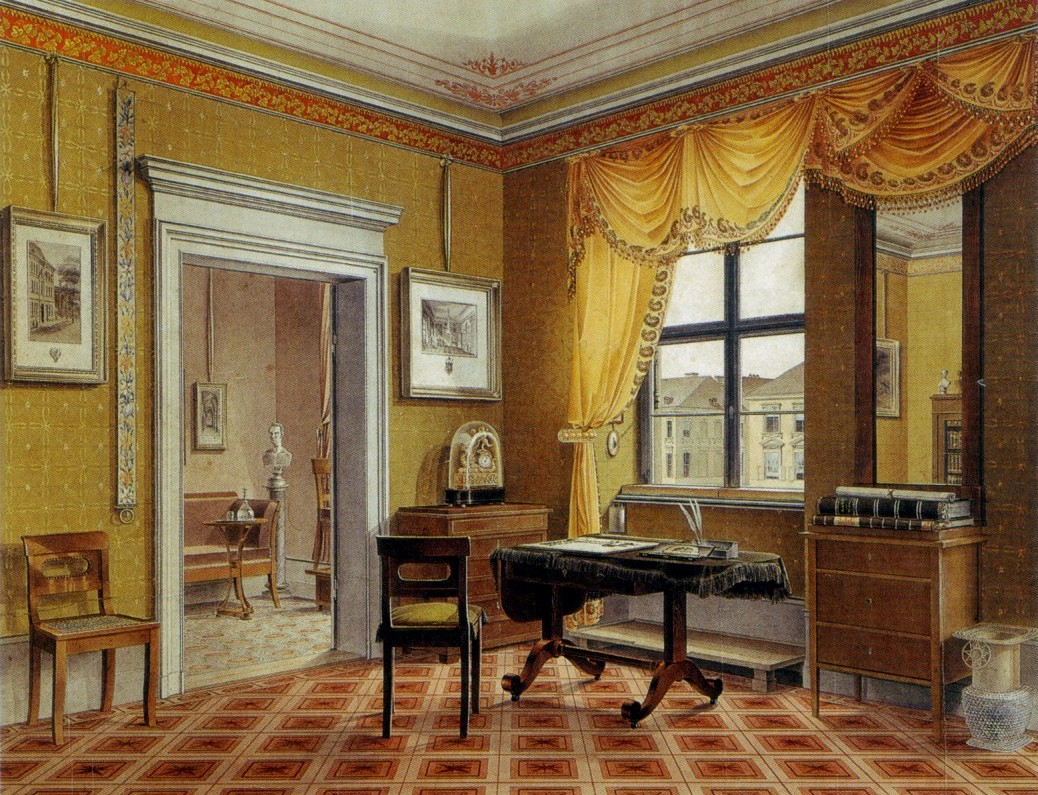
La dimension psychologique du décor : portrait d'intérieur berlinois par Leopold Zielcke, 1825.

Le premier exemple historique important de portrait d'intérieur représente en 1812 la petite galerie de peinture installée par l'impératrice Joséphine au château de la Malmaison (aujourd'hui la salle de musique) : sur cette aquarelle, due à Auguste Garneray, on découvre la harpe de l'impératrice, sa collection de peintures, son châle des Indes abandonné sur le velours vert tendre d'un fauteuil. On pourrait croire qu'elle vient de sortir... C'est un élément majeur et nouveau qui apparaît dans la vue d'intérieur : la dimension psychologique du décor. En l'absence de vie animée, à commencer par celle de l'habitant des lieux, le dessin suggère maintenant une présence humaine palpable, sensible. La représentation picturale d'une pièce devient celle de son propriétaire, de sa vie, de ses émotions. En ce sens, même s'il ne s'agit que d'un intérieur, on peut désormais parler de "portrait".

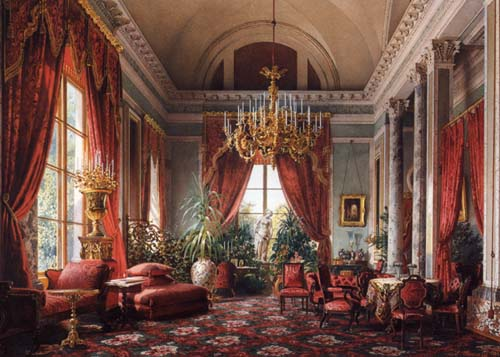
Le petit salon rouge du palais Alexandre, à Tsarkoïe Selo.
Luigi Premazzi, ca. 1855.

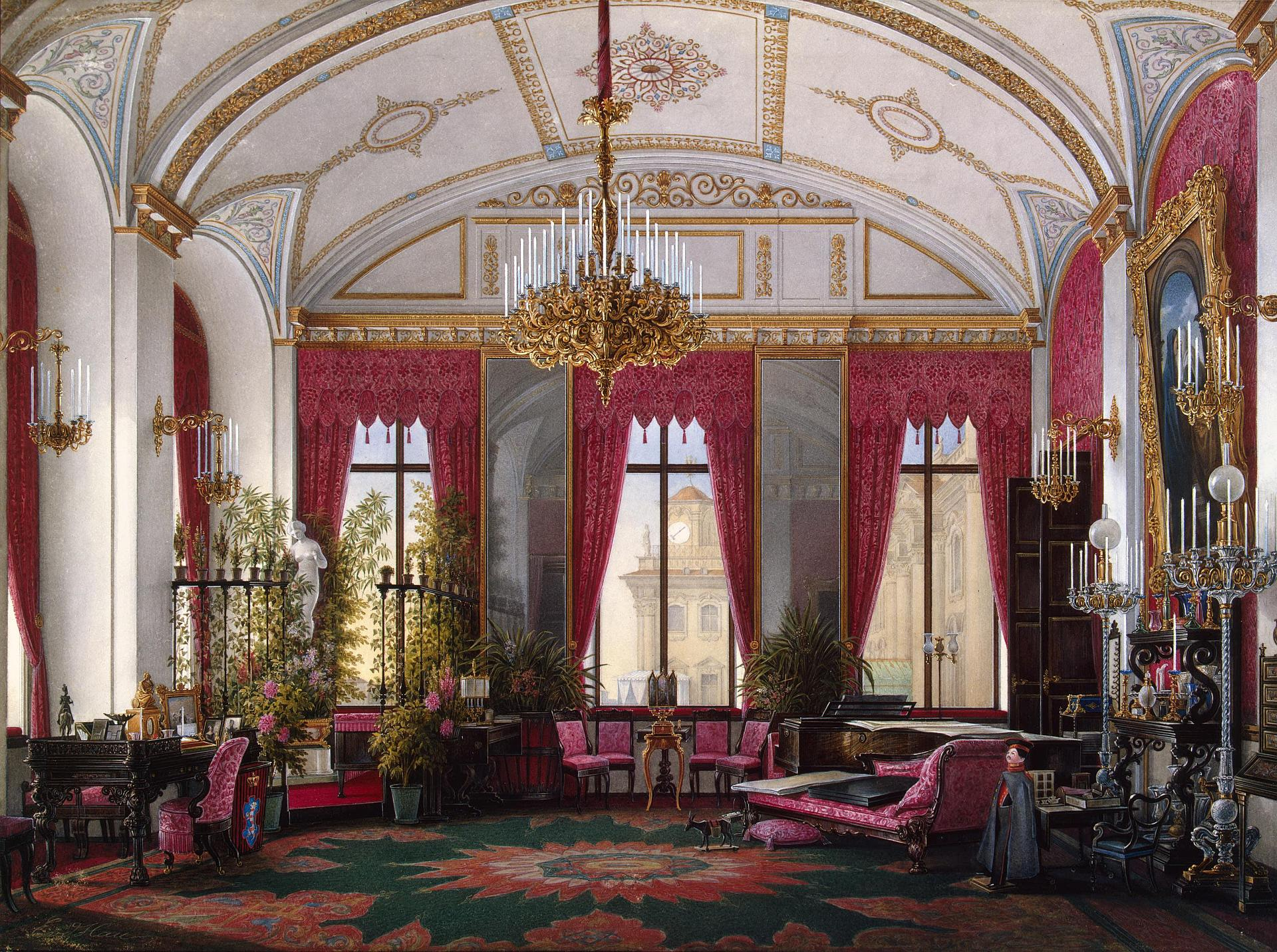
Le même petit salon rouge du palais Alexandre aquarellé cinq ans plus tard par Edward Hau, 1860.

Le XIXe siècle va connaître une vogue de ces représentations picturales, qui s'explique par de nombreux facteurs. Dans les classes sociales élevées, le phénomène coïncide avec l'importance croissante donnée à la maison en tant que lieu de confort, d'intimité, de famille. Les fonctions des pièces deviennent par ailleurs de plus en plus spécialisées : par exemple, le concept de salle à manger est désormais la norme. D'autre part, le développement de nouvelles classes moyennes, soucieuses de copier le goût aristocratique, accroît le mouvement : à mesure que le siècle avance, le mobilier devient plus abordable, grâce aux technologies industrielles qui le fabriquent en série, dans une grande variété de choix. Enfin, les modes décoratives se renouvellent rapidement, les styles précédents sont revisités : néo-gothique, néo-classique, néo-Louis XV, etc. Il devient donc fréquent, pour les propriétaires d'une maison, de commander des vues de leur intérieur pour en garder le souvenir, les offrir ou les léguer.
La reine Victoria fut friande de ces représentations d'intérieur. De notoriété publique amoureuse de son mari, aimant la vie de famille et les conforts de la maison, elle fit représenter la quasi-totalité des pièces de ses palais et châteaux. Mais toute l'Europe, de l'Italie à la Suède, et de la France à la Pologne, s'enticha également de l'exercice, l'acmé étant atteinte en Russie où les tsars feront représenter l'ensemble de leurs intérieurs. Possesseurs de nombreux palais - palais d'Hiver, Tsarkoïe Selo, Gatchina, Peterhof, Pavlovsk... - et chaque palais comptant plusieurs centaines de pièces, Nicolas Ier, Alexandre II, Alexandre III commandent tous des aquarelles. Il arrive même que, le décor changeant, des salons ou galeries sont représentés à plusieurs reprises et ce, sous un même règne. Ces feuilles sont aujourd'hui considérées par certains comme les plus belles et les mieux exécutées du monde.

## Des artistes spécialisés

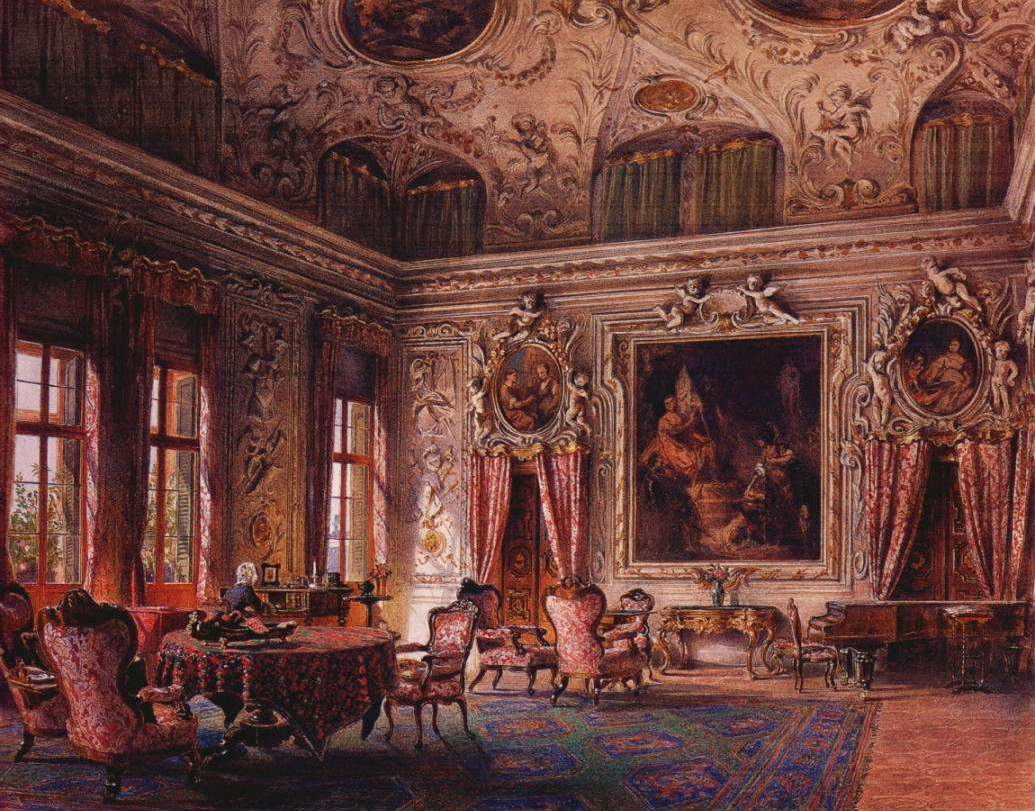
Salon du palais Barbaro, à Venise. Ludwig Passini, 1855.

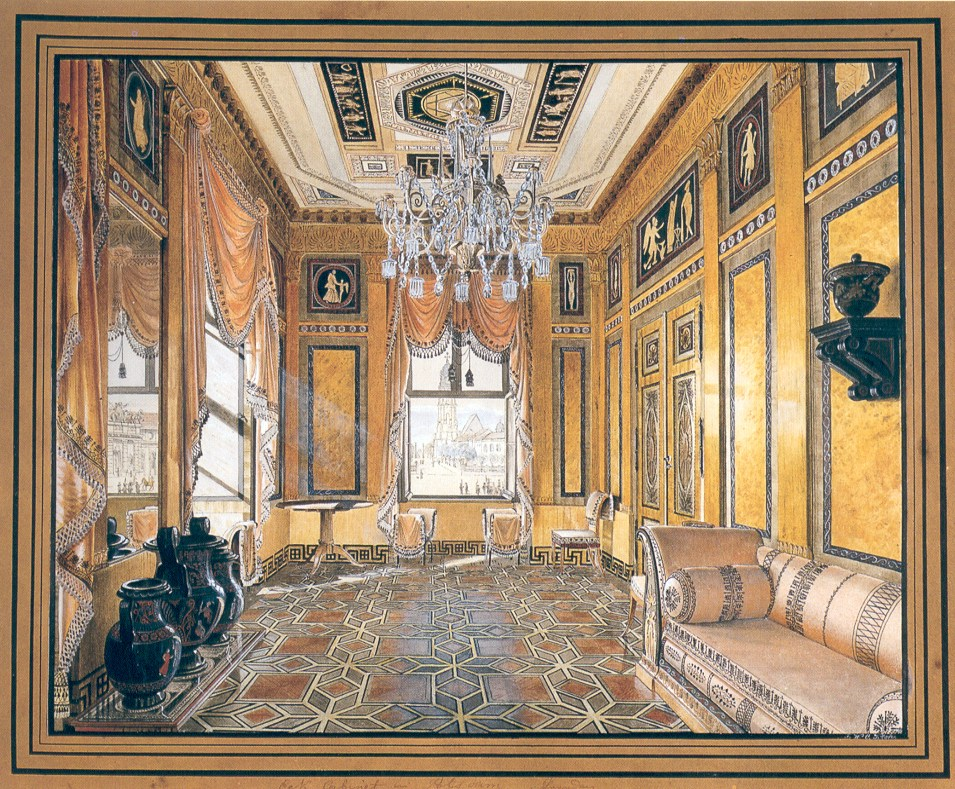
Salon étrusque, palais de Potsdam. H.-J. Giersberg, 1840.

À une époque où chaque jeune fille "de bonne famille" apprenait l'aquarelle, de nombreuses dames de l'aristocratie et de la bourgeoisie ont peint l'intérieur qu'elles avaient sous les yeux. Des représentantes de classes moins fortunées en ont fait tout autant. La plupart de ces vues sont anonymes. Elles sont rarement de qualité mais, dans la majorité des cas, le charme supplée aux maladresses techniques.
Quelques représentants de la haute aristocratie européenne ont cependant exercé un réel talent, parfois à un niveau comparable à celui de professionnels. Ainsi, le comte polonais Artur Potocki, grand voyageur du XIXe siècle et aquarelliste confirmé, a-t-il laissé le témoignage des chambres d'hôtel et autres lieux où il a habité, de Rome à Londres.
Les feuilles signées de grande qualité sont cependant, pour leur quasi ensemble, l'œuvre de professionnels spécialisés dans ce domaine. Certains de ces artistes démontrent une exceptionnelle virtuosité dans l'art de l'aquarelle, dont la technique est exigeante. Ils ajoutent à cela une exceptionnelle maîtrise de la perspective - notamment la perspective conique à deux, voire trois points de fuite - le rendu optique de la réalité devant être d'une fidélité absolue. Le résultat est souvent troublant, d'une précision photographique.
À quelques exceptions près — comme le miniaturiste Jean-Baptiste Isabey ou le décorateur et peintre Eugène Lami pour la France, les architectes Nash et Sheraton pour l'Angleterre, sans oublier de grands artistes tel Delacroix qui s'y sont essayés — la plupart de ces aquarellistes sont aujourd'hui méconnus. Parmi les plus actifs à la fin du XVIIIe siècle et au XIXe siècle, on peut citer :
- en Angleterre : William Henry Hunt, Mary Ellen Best (rare femme à avoir exercé professionnellement), Nash, James Robert, George Pyne, C. Wild et, à la fin du XVIIIe siècle, Thomas Sheraton qui publie un recueil de vues d'intérieur, The Drawing Book, en 1790.
- en France : Hilaire Thiery, Auguste Garneray, Charles Percier, Fortuné du Fourier, Adrien Dauzats, Eugène Lami, François-Joseph Bélanger, François-Étienne Villeret.
- en Allemagne : Ferdinand Rothbart, Rudolf von Alt (signe aussi Rudolf Alt), Ernst Christian Anton van Lantzow, Hans-Joachim Giersberg, Friedrich Wilhelm Klose, Edward Hassel, Otto Wagner, Eduard von Gärtner.
- en Russie : Vladimir et Edward Hau, Alexander Kolb, Vasily Sadovnikov, Konstantin Oukhtomski, Julius Friedenreich, Grigory Chernetsov, Luigi Premazzi (d'origine milanaise), Nikanor Chernetsov, Alexander et Karl Briullov, Piotr Sokolov, Oreste Kiprensky, Alexei Venetsianov.

## La résurgence au XXe siècle

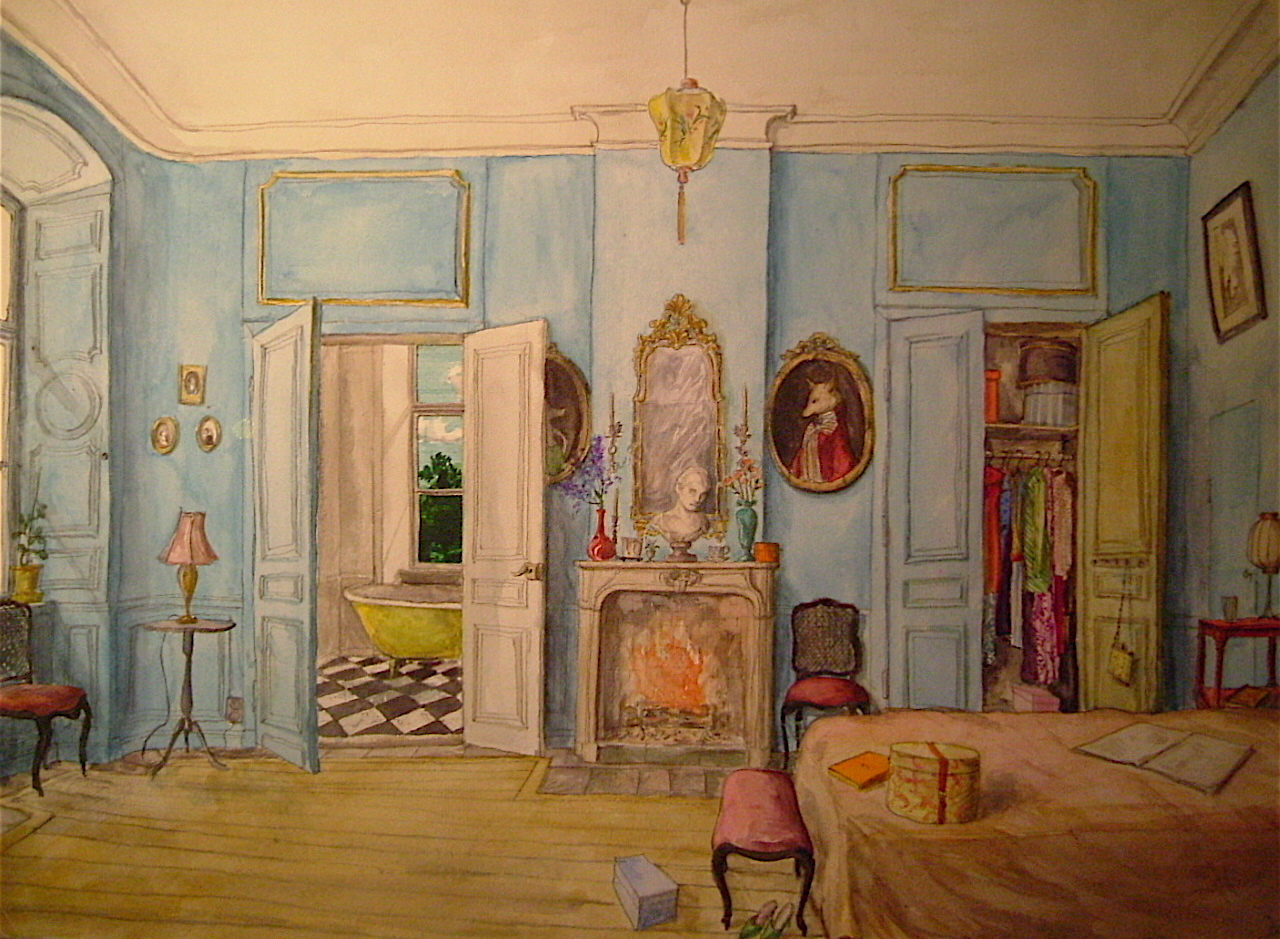
La chambre bleue, 2008. Exemple non signé de la production contemporaine.

## Le portrait d'intérieur aujourd'hui

portrait d'intérieur du salon pompéien du château de Mme "V. de V." avec l'aimable autorisation de sa propriétaire.

Des artistes perpétuent aujourd'hui l'art du portrait d'intérieur, travaillant à la commande, à l'aquarelle ou à l'huile.
Les propriétaires d'une maison, commandent des vues de leur intérieur pour en garder le souvenir, pour les offrir ou pour les léguer à leurs enfants, en témoignage du bonheur de vivre ou d'avoir vécu dans un lieu aimé. Les décorateurs ont aussi recours à cet art pour des projets auxquels ils souhaitent donner une atmosphère particulière.

## Expositions
Quelques expositions ont été consacrées au portrait d'intérieur. Notamment :
- Intérieurs romantiques, Aquarelles, 1820-1890 - Donation Eugene V. Thaw, provenant du Cooper–Hewitt, National Design Museum, New York, Musée de la vie romantique, Paris, 10 septembre - 13 janvier 2012
- House Proud: Nineteenth-century Watercolor Interiors from the Thaw Collection, Cooper–Hewith National Design Museum, New York, 12 août 2008–25 janvier 2009
- L'Ermitage - La Naissance du Musée impérial - Les Romanov, Tsars collectionneurs, à la Pinacothèque de Paris, 2011.
- Mario Praz - Scènes d'intérieur, bibliothèque Marmottan, Boulogne-Billancourt, 20 novembre 2002 – 15 février 2003